# El Mene
El Mene es una población del municipio Santa Rita en el estado Zulia (Venezuela), es la capital de la Parroquia El Mene. 

## Origen Etimológico
El Mene recibe su nombre de la palabra indígena Mene (petróleo) debido a las emanaciones naturales de este que hay en la población. Con este nombre también es llamado el río y la laguna que se encuentran al sur. El Mene recibe su nombre al ser fundado por nativos de Mene de Mauroa estado Falcón los cuales llegaron atraídos por la industria petrolera.

## Ubicación
Se encuentra en la Av Pedro Lucas Urribarrí entre las poblaciones de Cabimas al sur (Municipio Cabimas) y Puerto Escondido al norte Parroquia Santa Rita Municipio Santa Rita (ciénaga la telefónica), el lago de Maracaibo al oeste y una sabana al este.

## Zona Residencial
El Mene es un pueblo pequeño entre las poblaciones de Cabimas y Puerto Escondido, es capital de la parroquia el Mene. El Mene presenta un grupo de casas a ambos lados de la Av Pedro Lucas Urribarri, la cual tiene reductores de velocidad. A diferencia de Puerto Escondido el Mene tiene alguna topografía, siendo su punto más bajo la laguna del Mene donde desemboca el río Mene el cual es su límite natural con el municipio Cabimas (parroquia Germán Ríos Linares) siendo más elevado el centro del pueblo y teniendo acantilados de 4 metros hacia el lago de Maracaibo. El Mene cuenta además con iglesia, ambulatorio y escuela. En su crecimiento el Mene está próximo a alcanzar a Puerto Escondido y fundirse en una sola población.

## Geología
En el Mene se pueden apreciar sobre todo en el alto cerca de Cabimas, afloramientos de la formación Misoa de edad Eoceno además de otros en acantilados frente a la costa.

## Actividad Económica
El Mene se dedica a la pesca artesanal en el lago de Maracaibo.
El Mene cuenta con una estación repetidora de Radio Libertad.

## Vialidad y Transporte
El pueblo cuenta con una avenida principal (Av. Pedro Lucas Urribarrí)que permite el acceso desde Puerto Escondido y Cabimas que hacen el acceso y el transporte muy fácil, La Avenida Pedro Lucas tiene nuevos reductores de velocidad para reducir y/o evitar los accidentes de tránsito y que sin embargo generan quejas de los conductores por los retrasos.
Las líneas Cabimas – Maracaibo y Santa Rita – Cabimas pasan por el Mene.

## Sitios de Referencia
- Bulevar Virgen de Fátima. Av Pedro Lucas Urribarrí. El Mene.
- Estación repetidora Radio Libertad. Av Pedro Lucas Urribarrí. El Mene.
- Iglesia Nuestra Señora de Fátima. Av Pedro Lucas Urribarrí. El Mene.
- DIAPECA. Empresa de equipos de Bombeo mecánico (Balancines). Carretera F a 100 m de la carretera Lara - Zulia.
- Plaza Rafael Urdaneta, Av. Pedro Lucas Urribarrí. El mene.
- Estación de Servicio El Mene, Av. Pedro Lucas Urribarrí. El Mene.
- Alcabala de Tránsito Terrestre (I.N.T.T.T.T.), Av. Pedro Lucas Urribarri, El Mene.
- Ambulatorio El mene, Av. Pedro Lucas Urribarrí, Av. Pedro Lucas Urribarrí, El mene.
- Estadio de Béisbol, "Pedro García", Sector Las Mucuritas.
- Escuela José Cenobio Urribarrí, Av. Pedro Lucas Urribarrí, El Mene.
- Carro chocado. Curioso monumento, intersección de carretera "F" con carretera Lara - Zulia.